# Shigeki Kurata
Shigeki Kurata (jap. 藏田 茂樹, Kurata Shigeki; * 22. Juni 1972 in der Präfektur Kyoto) ist ein ehemaliger japanischer Fußballspieler.

## Karriere
Kurata erlernte das Fußballspielen in der Schulmannschaft der Yamashiro High School und der Universitätsmannschaft der Juntendo-Universität. Seinen ersten Vertrag unterschrieb er 1995 bei Cerezo Osaka. Der Verein spielte in der höchsten Liga des Landes, der J1 League. 2001 erreichte er das Finale des Kaiserpokals. Für den Verein absolvierte er 141 Erstligaspiele. 2002 wechselte er zum Zweitligisten Avispa Fukuoka. Für den Verein absolvierte er 86 Spiele. Ende 2004 beendete er seine Karriere als Fußballspieler.

## Erfolge
Cerezo Osaka
- Kaiserpokal

Finalist: 2001